# Jean Brun
Jean Brun (28 de setembro de 1926 — 30 de setembro de 1993) foi um ciclista suíço. Competiu nos Jogos Olímpicos de Verão de 1948 em Londres, onde foi membro da equipe suíça de ciclismo que terminou em sexto lugar na prova de estrada contrarrelógio por equipes.